# Bathophilus irregularis
Bathophilus irregularis és una espècie de peix de la família dels estòmids i de l'ordre dels estomiformes.

## Morfologia
- Els mascles poden assolir 12,5 cm de longitud total.[3][4]

## Hàbitat
És un peix marí i d'aigües profundes que viu fins als 650 m de fondària.

## Distribució geogràfica
Es troba a l'Atlàntic (Brasil i des de Namíbia fins a Sud-àfrica), l'Índic i el Pacífic.